# 곤약
곤약(菎蒻) 또는 구약나물(蒟蒻--)은 천남성과의 여러해살이풀이다. 뿌리의 전분으로 묵을 만든 것을 곤약이라 하는데, 주로 일본 요리에서 쓴다.
중국과 일본 남쪽에서 인도네시아와 베트남에 이르는 동아시아와 동남아시아의 따뜻한 아열대부터 열대 지역까지 재배된다. 다년생 식물로 직경이 최대 25cm(10인치)에 달하는 큰 알줄기에서 자란다. 단일 잎은 지름이 최대 1.3m(4피트)에 달하고 두 개의 깃꼴 모양이며 수많은 전단지로 나누어져 있다. 꽃은 최대 55cm(22인치) 길이의 짙은 보라색 스파딕스로 둘러싸인 스파스에서 생산된다.
이 식물의 알줄기로 만든 음식은 주로 중국, 일본, 한국에서 조리되고 소비된다. 케이크의 두 가지 기본 유형은 흰색과 검정색이다. 곤약의 구경은 흔히 구어체로 마 (뿌리)라고 부르지만 마과 계통의 알뿌리와 관련이 없다.

## 역사
야생 형태는 중국과 동남아시아에서 자연적으로 자란다. 곤약은 6세기부터 일본에서 약용 식품으로 사용되어 왔다.

## 사진

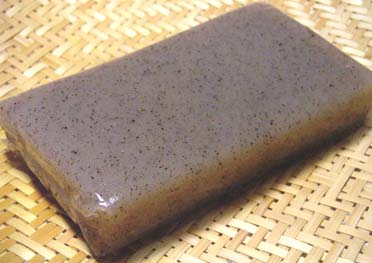
곤약

## 같이 보기
- 묵
- 실곤약